# Pulverlöschanlage
Eine Pulverlöschanlage (PLA) ist eine ortsfeste (stationäre) oder auf einem Fahrzeug montierte Feuerlöschanlage mit dem Löschmittel Pulver. Ortsfeste Pulverlöschanlagen werden in der Industrie und Forschung eingesetzt um gefährdete Produktions- und Lagerbereiche zu schützen. Fahrzeuge mit eingebauten Pulverlöschanlagen sind überwiegend bei Flughafen-, Werk- und Betriebsfeuerwehren im Einsatz.

## Stationäre Pulverlöschanlagen

Aufbau-Schema
Stationäre PLA

### Funktionsprinzip
Eine Pulverlöschanlage funktioniert nach dem gleichen Prinzip, wie ein Auflade-Feuerlöscher. Wahlweise kann die Anlage per manueller Auslöseeinrichtung (z. B. per Druckknopf) oder per automatischem Flammen- oder Rauchmelder ausgelöst werden. Nach der Auslösung öffnet die Löschsteuerungs-Zentrale die Druckventile der Treibmittel-Flaschen, wodurch der Löschpulver-Behälter unter Druck gesetzt wird. Nun wird das Löschpulver durch Rohrleitungen zu den Löschdüsen gepresst. Hier tritt das Löschpulver über dem gefährdeten Bereich aus.

### Personenschutz
Handelt es sich bei dem zu schützenden Bereich um einen geschlossenen Raum, in dem sich auch Menschen aufhalten, muss dieser vor der Löschung evakuiert werden, da Erstickungsgefahr droht. In der Regel ertönt hier ein Warnton einige Zeit vor Beginn der Löschung.
Eine Personengefährdung beginnt, sobald das Löschpulver aus den offenen Düsen in den Löschbereich austritt. Ab diesem Zeitpunkt besteht die Möglichkeit, dass feine Pulverteilchen eingeatmet werden können. Ferner stellt sich eine erschwerte bis unmögliche Sicht auf die Fluchtwege ein. Außerdem reduzieren die als Treibmittel eingesetzten Gase den Sauerstoffgehalt in der Atemluft. In Deutschland empfiehlt die Deutsche Gesetzliche Unfallversicherung (DGUV) diese Wirkungen zu beachten und in der Gefährdungsbeurteilung zu berücksichtigen.

## Mobile Pulverlöschanlagen
Eine Pulverlöschanlage, die in einem Fahrzeug verbaut ist, funktioniert grundsätzlich wie eine stationäre. Die Auslösung bzw. Bedienung erfolgt jedoch von einem Bedienstand im Geräteraum oder der Fahrerkabine aus. Das Löschpulver kann über Hochdruckschläuche und Pulver-Pistolen und über Pulver-Monitore (Werfer) ausgebracht werden.
Feuerwehrfahrzeuge mit Pulverlöschanlagen: PLF, ULF, SLF, TroTLF

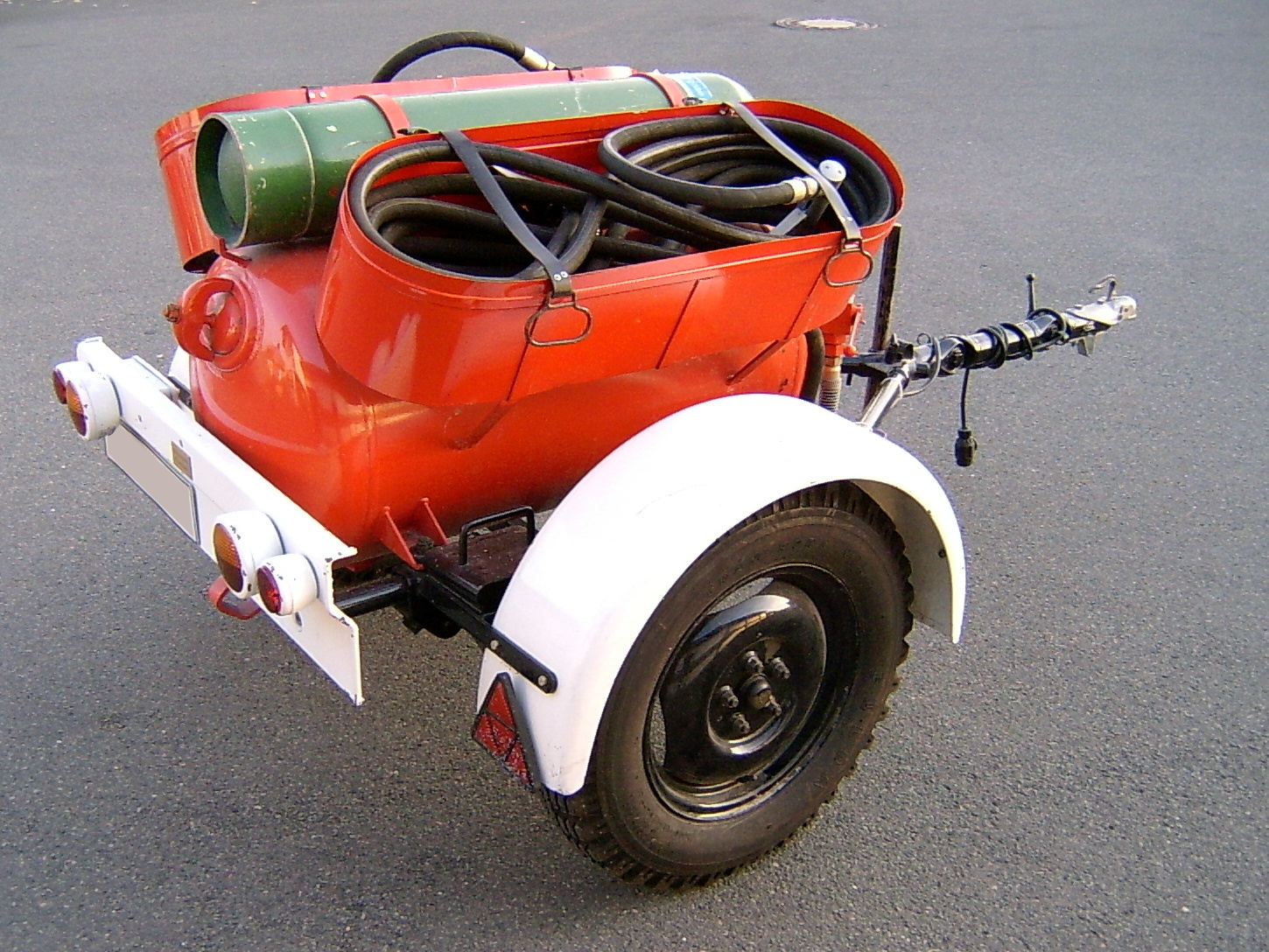
Feuerwehranhänger mit 250 kg Löschpulver (P 250)

Mobile Pulverlöschanlagen können auch auf Anhängern aufgebaut sein.